# A sang freda (pel·lícula de 1995)
A sang freda (títol original: Coldblooded) és una pel·lícula estatunidenca dirigida per Wallace Wolodarsky, estrenada l'any 1995. Ha estat doblada al català. Va ser nominada al Gran Premi del Jurat al Festival de Sundance 1995.

## Argument
Cosmo, miserable corredor d'apostes de la màfia que viu al subsòl d'una residència de jubilats, és promogut al rang d'assassí a sou per Gordon, padrí del crim. Aprèn el seu nou ofici de Steve, un assassí experimentat.
Un dia, s'enamora d'una professora de ioga, anomenada Jasmine, però ràpidament estan obligats a trobar un mitjà d'abandonar el grup amb la finalitat de poder estar junts.

## Repartiment
- Jason Priestley: Cosmo Reif
- Kimberly Williams-Paisley: Jasmine
- Peter Riegert: Steve
- Robert Loggia: Gordon
- Jay Kogen: John
- Janeane Garofalo: Honey
- Josh Charles: Randy
- David Anthony Higgins: Llança
- Doris Grau: Rosa
- Anne Carroll: La recepcionista
- Buck McDancer: Un home
- Marcos A. Ferraez: L'home amb Uzi
- Gilbert Rosales:
- Jim Turner: El metge
- Michael J. Fox: Tim Alexander
- Talia Balsam: Jean Alexander